# Apidium
Apidium je rod vyhynulého vyššího primáta z čeledi Parapithecidae. Fosilní nálezy pocházejí především z egyptského souvrství Jebel Qatrani ve Fajjúmu a byly datovány do spodního oligocénu (věk rupelian, tj. před asi 33,9 až 27,82 miliony lety). Nálezy apidií pocházejí i z centrální Libye (lokalita poblíž oázy Zallah).
Jsou známy tři druhy apidií: A. bowni, A. moustafai a A. phiomense. Největším druhem byl A. phiomense, jenž dosahoval hmotnosti až 1,6 kg; A. phiomense představuje rovněž nejhojnějšího primáta z fajjúmských nalezišť. Ta poskytla stovky zubů i kosterních pozůstatků, pomocí nichž lze zrekonstruovat vzhled a chování apidií. Vyznačovala se drobnými řezáky, špičáky byly středně velké a pohlavně dimorfní, což naznačuje život v polygynních sociálních skupinách. Stoličky s četnými nízkými, zaoblenými hrbolky, několika střižnými lištami a silnou sklovinou poukazují na plodožravý způsob života, avšak s určitým podílem tvrdých semen v jídelníčku. Čenich byl krátký a oči relativně malé, apidia byla tedy aktivní převážně přes den. Postkraniální skelet poukazuje na to, že apidia představovala stromové čtyřnožce a zřejmě vynikající skokany. Kostra se stavbou podobá ploskonosým opicím, jako je rod Saimiri, spíše než kočkodanům a hominoidům.
Apidium se objevuje ve druhé epizodě pseudo-dokumentárního cyklu Putování s pravěkými zvířaty.